# Batalla del Camp Falern
La batalla del Camp Falern va ser un enfrontament que tingué lloc el 217 aC, durant la Segona Guerra Púnica, entre Cartago i la República Romana. Després de la seva victòria en la batalla del llac Trasimè, l'exèrcit d'Hanníbal va marxar cap al sud i va arribar fins a la regió de la Campània. Els cartaginesos es van traslladar fins al Camp Falern, una vall fèrtil envoltada de muntanyes.
Quint Fabi Màxim Berrugós, que havia estat triat dictador i comandant de les forces romanes, va ocupar tots els guals del riu i els passos de muntanya, tancant als cartaginesos a l'interior, però Hanníbal va demostrar unes brillants tàctiques militars per a provocar que els romans deixessin lliure un dels passos de muntanya i va aconseguir escapar sense danys.

## Situació estratègica
La derrota de les tropes romanes a la batalla del llac Trasimè havia aniquilat l'exèrcit consular romà que bloquejava el pas directe d'Hanníbal cap a Roma. L'altre exèrcit consular, sota el comandament de Gneu Servili Gemin, es trobava a l'altre costat dels Apenins, a prop d'Arimínium, i havia perdut la major part de les seves tropes de reconeixement quan la seva cavalleria, composta de 4.000 homes, va ser destruïda en una emboscada pel comandant cartaginès Maharbal, immediatament després de la batalla del Trasimè.
El motiu pel qual Hanníbal no va marxar cap a Roma es desconeix, igual que es desconeix que hauria passat si ho hagués fet immediatament després de la batalla del llac Trasimè, quan ho tenia tot a favor. En qualsevol cas, l'exèrcit cartaginès va marxar cap a Úmbria, a través de Perusa. Mentre assolava la regió, va marxar cap a la costa de l'Adriàtic, aconseguint conquerir Hèrita només 10 dies després d'haver partit del Llac Trasimè. En aquest lloc Hanníbal va donar descans al seu exèrcit, que per llavors patia un brot d'escorbut, i va entrenar les seves tropes africanes i líbies amb els equipaments capturats als romans

## Preludi

### Preparacions romanes
El Senat i el poble de Roma, en adonar-se de la gravetat de la situació, van decidir triar un dictador que dirigís l'exèrcit romà, recaient aquest títol en Fabi Màxim, cònsol el 233 aC i 228 aC i censor el 230 aC.
Fabi va començar a treballar en la restauració de la moral del poble romà, així com en la reconstrucció de les defenses de la ciutat. Les muralles van ser reparades i es va reclutar dues legions romanes i dues aliades, així com unitats de cavalleria auxiliar. Les ciutats llatines sense muralles van rebre ordres de ser abandonades, i els seus habitants es van desplaçar a ciutats amb protecció. A més, alguns ponts van ser llençats a baix per a dificultar l'avanç d'Hanníbal.
Una vegada va quedar clar que inexplicablement Hanníbal no marxava contra Roma, Fabi va ordenar l'exèrcit de Gneu Servili que avancés cap a la regió del Laci, i ell mateix va prendre el control.

### Les Tàctiques fabianes
Hanníbal va marxar cap al sud. El seu exèrcit, descansat, amb la salut recuperada, entrenat i reequipat, va anar deixant un rastre de desolació al llarg de la Itàlia central a mesura que assetjaven la zona per a prendre el gra, el bestiar, les provisions i subministraments que necessitaven durant la seva marxa. Hanníbal va seguir la planícia costanera i després es va dirigir a l'oest. Ja a prop d'Arpi, l'exèrcit romà a les ordres de Fabi va prendre contacte amb l'exèrcit cartaginès i va acampar a sis milles del campament enemic. Hanníbal va treure al seu exèrcit i va oferir batalla, però Fabi va romandre en el seu campament.
Durant els següents mesos Fabi va utilitzar la tàctica que seria coneguda com a tàctiques fabianes, i que li suposaria guanyar l'àlies de «el retardador» (cunctator). Fos quina fos la provocació d'Hanníbal, l'exèrcit romà sempre es negava a entrar en enfrontament obert, vigilava als cartaginesos des de la distància i maniobrava per a controlar el terreny elevat i eliminar amb això qualsevol avantatge que la cavalleria cartaginesa pogués tenir. Per la seva banda, els destacaments d'aprovisionament romans sempre sortien coberts per columnes d'infanteria i cavalleria. Amb això, els destacaments d'aprovisionament cartaginesos es trobaven en desavantatge i eren atacats sempre que això fos possible.
Amb aquesta estratègia, Fabi va deixar la iniciativa en la contesa a Hanníbal. Encara que no va ser capaç de detenir-lo en les accions de saqueig i destrucció de propietats romanes, va aconseguir que el seu exèrcit guanyés experiència de combat i romangués intacte. A més, l'amenaça de la intervenció de l'exèrcit de Fabi va permetre que els seus aliats llatins no tinguessin temptacions de passar-se a l'enemic.

## Els cartaginesos al Camp Falern
Hanníbal va marxar a l'oest, assolant els territoris pels quals passava. Fabi va seguir cautelosament Hanníbal, mantenint les seves tropes en un terreny elevat davant l'enemic. De Benevent, que va tancar les portes a l'exèrcit cartaginès, Hanníbal es va dirigir al nord, i després cap al sud-oest a través d'Al·lifes, creuant el riu Volturn cap a la plana a prop de Casilínum. Hanníbal va donar total llicència als seus soldats en aquestes terres tan riques, i al llarg de l'estiu va recollir un ric botí de bestiar, gra, subministraments i presoners.
Hanníbal va entrar en el parany bé perquè els seus guies van confondre Canúsuim per Casilínum, o bé perquè els presoners de Campània van suggerir que Càpua pogués canviar de bàndol si els cartagineses arribaven a aquesta regió, cosa que no va arribar a ocórrer.

## Fabi atrapa Hanníbal
El Camp Falern s'estenia al sud del Laci i al nord de Càpua. Fabi va reforçar Casilínum i Calçs al sud del Camp Falern. Marc Minuci Rufus va prendre una posició al nord de la planícia per a poder vigilar tant la via Llatina com la via Àpia. L'exèrcit principal romà va acampar a prop del Màssic, al nord de la plana que es trobava a l'oest de la posició de Minuci, preparat per a sortir en defensa de la seva posició.
Es va enviar un destacament de 4.000 homes per a vigilar els ports de muntanya del Cal·lícula cap a l'est de la plana propera a Al·lifes, un dels possibles passos a través dels quals Hanníbal podria haver entrat en la plana; la ubicació exacta es desconeix i segueix sent debatuda. Amb això, els romans van aconseguir tancar als cartagineses dins la plana, atrapant-los.

## Batalla
Hanníbal, una vegada que va haver completat la seva missió de saqueig, va decidir deixar la plana, per tal de no passar l'hivern al lloc. Els romans, guiats per Fabi, seguien negant-se a atacar malgrat les provocacions que rebien i Hanníbal, per la seva banda, tampoc desitjava sofrir moltes baixes en un enfrontament directe contra els campaments fortificats romans situats en les zones més altes. Per tant, l'exèrcit cartaginès es va desplaçar a l'est, cap al pas a prop de la muntanya Cal·lícula, pel qual havien entrat a la plana. Fabi es va anticipar al moviment i va bloquejar el pas amb 4.000 homes, acampant a prop amb l'exèrcit principal. Minuci Rufus es va unir a l'exèrcit amb el seu contingent.
Davant d'aquest bloqueig, Hanníbal es va preparar curosament per a trencar el parany en què estava ficat. El dia abans de la batalla va fer menjar els seus homes amb un bon sopar i els va fer anar-se'n a dormir d'hora, mentre que deixaven enceses les fogueres dels campaments. Es va triar 2.000 bous d'entre el bestiar capturat, juntament amb 2.000 no combatents que guiessin el bestiar i 2.000 soldats d'infanteria que guardessin el grup. En les banyes dels bous es van lligar troncs i branques en forma de torxes.

## Enfrontament
A l'hora establerta, després que la tercera part de la nit hagués transcorregut, l'exèrcit cartaginès es va mobilitzar i es va preparar per marxar el més silenciosament possible. Les forces escollides amb el bestiar van marxar cap al seu destí, i quan es van apropar el suficient al pas van encendre les fustes i torxes lligades a les banyes dels bous. Aquests, espantats, van córrer en estampida, provocant un gran baluern que, juntament amb les flames, va atreure l'atenció dels romans situats en el campament de Fabi, així com la del destacament que guardava el pas, si bé les reaccions d'aquestes forces va ser molt diversa.
Fabi es va negar a sortir malgrat les protestes dels seus oficials i del seu segon al comandament, Minuci. L'exèrcit romà va romandre en guàrdia, però no va sortir darrere l'enemic, ja que Fabi no desitjava lluitar en una batalla nocturna, tement algun truc púnic que busqués fer lluitar als romans en una batalla sobre terreny desigual i on la infanteria romana perdria avantatge en quedar trencades les seves files i la comunicació. La força romana de defensa del pas, això no obstant, sí que es va llançar a l'atac sobre el que pensaven que era l'exèrcit cartaginès que intentava sobrepassar la seva posició per escapar.
Tan aviat com els romans van abandonar la seva posició, l'exèrcit principal d'Hanníbal va abandonar el campament. La infanteria africana anava al davant, la cavalleria i el bestiar els seguien i els mercenaris celtes i hispans tancaven la marxa. L'exèrcit va travessar el pas sense problemes, ja que Fabi no va sortir a la seva trobada. Per la seva banda, la força romana que atacava als cartaginesos es va veure descol·locada quan es van trobar amb el bestiar. Aquest va sortir en estampida, trencant les seves línies i quan ja començava a clarejar, va aparèixer un grup d'infanteria hispana, experts en la guerra de muntanya, que va matar a més de 1.000 romans i van assolir rescatar els no combatents cartaginesos, així com una part del bestiar

## Fets posteriors
La imatge política de Fabi va començar a desgastar-se a partir d'aquest incident, que va suposar un increment a Roma del descontentament pel que fa a les seves tàctiques militars. Hanníbal, després d'escapar del parany en la qual s'havia ficat, va marxar a l'est cap a Apúlia, arrasant les propietats romanes a voluntat. Fabi, per la seva banda, va seguir mantenint una cautelosa tàctica de seguiment, alhora que ordenava cremar ciutats i arrasar els camps que es trobessin al pas d'Hanníbal, en una tàctica de terra cremada.
Hanníbal, al contrari que els romans, no comptava amb una cadena de subministraments per al seu exèrcit, pel que la tàctica de Fabi el deixava sense els recursos als quals podia accedir i es va veure obligat a abandonar la zona. Va marxar a l'est i va triar la ciutat de Gerònium com la seva base hivernal, on els cartaginesos tornarien a derrotar l'exèrcit romà: seria la batalla de Gerònium.